# 開齋節
开斋节（阿拉伯语：عيد الفطر，拉丁化：ʿĪd al-Fiṭr，馬來語：，也称肉孜节（維吾爾語：روزا ھېيت‎），是全球穆斯林庆祝斋月结束的节日，在伊斯兰历閃瓦魯月的第一天（回曆10月的第1天）。
开斋节这天，穆斯林一般很早起床，早祈祷后就可以吃一些东西，象征斋月结束。然后到清真寺去聆聽教長吟誦古蘭經，再集體朝著麥加的方向依禮敬拜。這一天穆斯林還會拜訪親友，互相拥抱问候，恢复朋友和亲友之间的联系。穆斯林在这一天都穿节日衣服，喜气洋洋。开斋节不仅是斋月的结束，而且是感谢阿拉（真主）使他们信仰更加坚定。是和平欢乐的节日。
从有伊斯兰历就有开斋节，第一次开斋节是先知穆罕默德和他的家人朋友亲自庆祝的。
開齋節對穆斯林的重要性，常類比於華人的農曆新年。而於伊斯蘭曆與農曆的特性，每逢30年左右，便會出現連續3年兩大節慶接近的情況，在馬來西亞稱為「Kongsi Raya」（雙佳節）。
公历2025年的开斋节是3月30日至31日。

## 起源
伊斯兰教经典记载，先知穆罕默德在传教前，每逢莱麦丹月都去麦加近邻的希拉山涧沉思默祷。公元610年莱麦丹月，先知在沉思默祷时突然接到安拉的启示，命他以“使者”的身份传递真主的教诲。后来，先知穆罕默德将这个月定为斋戒月，以示纪念。与此同时，教法学家解释，“斋戒是为了让富人品尝饥渴滋味，以使他们不要穷奢极欲、挥霍无度；要节衣缩食，省出钱来周济穷人”。
历经1400余年演变，开斋节已成为信仰伊斯兰教各民族的传统文化节日。这一天，穆斯林除沐浴净身，到清真寺参加节日宗教聚礼活动外，还要穿上节日盛装，走亲访友，互道“塞俩目”（祝你平安之意），祈求来年幸福。
文献记载，尔德（Eid）这个阿拉伯词语由“阿达”（Aada）这个词演变而来，原意是“返回”，演变为“聚会”，所以，穆斯林将开斋节的礼拜称为“会礼”。
“会礼”是先知穆罕默德生前确定的宗教节日礼仪。根据《圣训》阿纳萨的传述，先知穆罕默德迁徙到麦地那后，发现那里的人继承蒙昧时代习惯，有两个崇拜偶像的民间节会，其场面十分壮观。穆罕默德说：“我来这里时，真主启示我，要我告诉你们，这两个庆祝节会将用新的更好的日子代替：一个是奉献牺牲的日子（宰牲节），一个是结束斋戒的日子（开斋节）。”
伊斯兰学者谢赫·艾哈迈德·巴纳解释说：“这两个日子之所以更好，是因为宰牲节和开斋节是真主降示的启示所规定的合法节日，是真主为他的仆人选择的吉庆日。穆斯林遵守这两个节日，标志着穆斯林五功中的两项获得圆满成功。这两个日子，真主给完成朝觐的人和完成一个月斋戒的人无限量恩赐，同时对所有被造物降下了仁慈的恩惠。蒙昧时代的两个节日，人们祈求好天气，好运气。二者有着本质的不同。有理智的人应当思考其中的奥秘。”
从《古兰经》教导中可以看到，穆斯林一年中的这两个“尔德”（节日），的确与任何民族的节日习惯都很不相同。《古兰经》说：“我为每个民族制定一种贡献仪式，让他们有所遵循，绝不是让他们为这事与你争论。你应当召唤众人来崇拜你的主。你确是在正路上的。”
伊斯兰另一《圣训》记载，先知为穆斯林指定的节日一共有三个：每星期的主麻（聚礼）和两个一年一度的尔德节（开斋节和宰牲节）。穆斯林在这三个节日里定时“返回”清真寺参加集体礼拜集会，以叩拜和敬畏真主，从而获得真主许多倍的回赐与恩典。穆斯林认为，从真主启示和先知教导而来的任何指示都是完美的引导。两个尔德节和每周主麻的定制遂成为穆斯林完美生活的一个重要组成部分。

## 習俗
- 在開齋節這一天，有相應的習俗。（各地区习俗有所区别，比如新疆地区穆斯林没有请罪跪拜的习俗）
  - 請罪：晚輩在起床後，會先洗漱好。之後長輩會先坐在客廳，晚輩會跪下並將手握在長輩的手中。以示像對長輩做出的錯誤表示道歉。
  - 誦經：在向請罪後，之後陸陸續續的前往清真寺誦經。
  - 祭祖：在誦經後，開齋節首日會去祭祀祖墳。
  - 分發綠包：在祭祖返回家後，首先長輩會分發綠包給小孩子，類似華人新年的红包。

### 禁忌
忌說不吉利語言（例如：Pocong）（中文譯為木乃伊，泛指伊斯蘭葬禮時裹死人。）

## 中华人民共和国的開齋節
中華人民共和國境內的回族、维吾尔族、哈萨克族、乌孜别克族、塔吉克族、塔塔尔族、柯尔克孜族、东乡族、撒拉族、保安族以開齋節為他們的共同節日之一。開齋節是寧夏回族自治區和新疆維吾爾自治區兩個省級行政單位的法定假日。該地區的人民不分民族或宗教信仰，全都享有一至五天的假期。其他地區的穆斯林一般也享有一天的假期。在新疆，政府部門、公立學校以及企業會派發牛羊肉作為福利。在雲南省的部分回族穆斯林是赛典赤·赡思丁的直系後裔，他們會在清真寺集體祈禱后前往其墳墓遺址誦讀古蘭經，然後祭掃。